# Jasper Hale
Jasper Whitlock Hale es un personaje ficticio de las novelas Crepúsculo, Luna Nueva, Eclipse, Amanecer, y Midnight Sun (Sol de Medianoche), de Stephenie Meyer.

## Biografía
Jasper Whitlock nació en 1843, Houston, Texas. Cuando tenía casi 17 años, mintió acerca de su edad, alegando que tenía 20, y se unió al Ejército Confederado para servir en la Guerra Civil.
Rápidamente ascendió de rango hasta convertirse en el Mayor más joven del ejército sureño y sin que se supiera su verdadera edad. Jasper se convirtió en vampiro durante la evacuación de Galveston (Texas) en 1863, por una vampiresa de nombre María, procedente de Monterrey. Cuando estaba a punto de volver de evacuar a las personas, Jasper se encontró con un grupo de mujeres: María, Netty y Lucy.
Jasper fue convertido ya que María reconoció su gran rango en la milicia y necesitaba a alguien con grandes conocimientos y estrategias de combate contra otros aquelarres por la dominación de territorios. Ella quería un fuerte vampiro que pudiera pelear a su lado. Cuando María descubrió su peculiar habilidad de controlar las emociones de quien le rodeaban, encontró a Jasper aún más valioso.
Una vez convertido, la responsabilidad de Jasper era entrenar a los jóvenes vampiros y matar a los que no fueran aptos para María. Después de casi un siglo haciendo este trabajo, un viejo vampiro colega llamado Peter le dijo que algunos vampiros todavía tenían potencial pero Jasper no le puso atención, cuando llamó al siguiente entró una neófita cuyo nombre era Charlotte, Peter le gritó que corriera y salieron los dos corriendo, Jasper los hubiera alcanzado con facilidad pero no lo hizo. Después de cinco años, Peter volvió y le dijo que se fueran. Durante un tiempo, vagó con Peter y la compañera de este, Charlotte, pero pronto se dio cuenta de que estaba aún deprimido con tanto sacrificio humano. 
Como resultado, se fue y decidió vagar por su cuenta. Alice Cullen lo encontró y más tarde reconocieron su verdadero amor. Ella vio a través de sus premoniciones que se encontrarían con los Cullen y que vivirían juntos en paz, en una vida diferente (refiriéndose a la dieta "vegetariana", es decir, alimentarse de sangre de animales). Él ha estado con ella desde entonces.
La familia Cullen hacen entender en Forks, Washington que Jasper y Rosalie Hale son hermanos gemelos, por eso usan el mismo apellido, pero Stephenie Meyer ha dicho que Jasper, como todos los demás, se considera un Cullen.
Jasper tiene problemas para controlar su sed debido a su crianza como un joven vampiro para matar y décadas de nutrición con sangre humana. Es al que se le hace más difícil sobrellevar la dieta vegetariana. Está cansado de ser el "eslabón más débil".

## Apariencia
Jasper es alto, con cabello color miel; con apariencia de un joven de 19 años. Como los demás Cullen, tiene una cara pálida y ojos dorados que cambian a negros cuando esta sediento. Es de complexion normal, y de gran belleza. Tiene muchas cicatrices en forma de media luna en su cuerpo debido a las mordeduras de neófitos (vampiros recién convertidos) mientras peleaba bajo las órdenes de María, son muy difíciles de ver a simple vista para un humano, pero para otros vampiros estas cicatrices son fáciles de ver, y por lo tanto, muy intimidantes.
Jasper puede parecer frío y calculador debido a su analítica y militar mentalidad. Sin embargo, su relación con Alice muestra su lado más cálido y cariñoso, y es incluso muy pasional, exclusivamente con ella. Es bastante protector con Alice, y jamás dejaría que le ocurriera algo. Cuando era humano fue muy carismático y, por tanto, muy querido, lo que explica su don de poder influir el humor de otras personas. 
Él también ha demostrado ser un voraz líder a través de su rápida ascensión a través de las filas del Ejército. Jasper es muy intuitivo, pero no se aprovecha de su don milagroso, lo que demuestra que él no es malicioso y que no opta por manipular a otros; usa su talento sólo cuando es necesario. Aunque después de Carlisle es el más viejo de la familia, se considera a Edward como el mayor. Tanto él como Rosalie resultan muy intimidantes para Bella, pero a este ella le cae bien a pesar de todo.

## Habilidades
Puede manipular las emociones de los de su alrededor, es decir, que puede calmar o alterar a alguien. Su don no es una ilusión, por eso el escudo de Bella no puede hacer nada contra el poder de Jasper. 
También puede sentir las emociones, dolores, etc., de los demás.

## Relaciones
Para Jasper, Alice es su vida y con ella pasa lo mismo. Nunca demuestran su amor físicamente en público pero en la intimidad Jasper muestra su lado más dulce y cariñoso. Al verlos, se nota que se aman y que no pueden vivir separados. Para Bella también resulta intimidante verlos juntos tratándose cariñosamente.
Le encanta apostar, pelear y competir con Emmett.

### Alice Cullen
Alice se reunió por primera vez con Jasper en una cafetería de Philadelphia alrededor de 1948 después de que él huyera de las guerras vampíricas.
Alice vio a Jasper en su primera visión como vampiro (ya que no recuerda nada de su vida humana), y sabiendo que él era su futuro, decidió ir a buscarlo.
Jasper, un poco sorprendido, se disculpó cordialmente cuando Alice le dijo que llevaba mucho tiempo esperándolo.
Alice le ofreció su mano en una silenciosa petición. Abandonaron el comedor, comenzaron una nueva vida juntos y ella le contó sobre sus visiones de la familia Cullen y su forma de vida. Se unieron a ellos, cuando encontraron, años después, a Edward y Emmett cazando cerca de Hoquiam, aunque Jasper no estaba muy de acuerdo con respecto a encontrarse con ellos y seguir su forma de vida.Alice y Jasper se casaron a sugerencia de Carlisle poco tiempo después de unirse a los Cullen.

## Película
El papel de Jasper Hale es interpretado en la película "Twilight", en la película "New Moon" y en la película "Eclipse" (a las que le siguen Amanecer, Parte 1, 2011 y Amanecer Parte 2, 2012) por el actor Jackson Rathbone